# سیارک ۱۷۴۸۸
سیارک ۱۷۴۸۸ (به انگلیسی: 17488 Mantl، نامگذاری:1991TQ6) هفده هزار و چهارصد و هشتاد و هشتمین سیارک کشف شده‌است که در ۲ اکتبر ۱۹۹۱ کشف شد.
قدر مطلق سیارک برابر ۱۸.۶ است.